# Krzysztof Jung
Krzysztof Jung (sinh ngày 11 tháng 7 năm 1951 – mất ngày 5 tháng 10 năm 1998) là một họa sĩ, nghệ sĩ đồ họa, nghệ sĩ biểu diễn, nhà giáo người Ba Lan.

## Tiểu sử
Krzysztof Jung theo học khoa Thiết kế Nội thất tại Học viện Mỹ thuật Warsaw giai đoạn năm 1971–1976. Sau khi học xong, ông điều hành phòng trưng bày Repassage ở Warsaw, nơi thúc đẩy các hoạt động nghệ thuật trình diễn vào giai đoạn năm 1978–1979. Các buổi biểu diễn cũng như các tác phẩm nhựa của nghệ sĩ xoay quanh chủ đề khiêu dâm đồng tính, bất chấp sự kiểm duyệt của chế độ, đã mở đường cho nghệ thuật LGBT hiện nay ở Ba Lan. Với tư cách là một nhà giáo và quản lý phòng trưng bày, ông đã thu hút một nhóm các nghệ sĩ và trí thức giả, những người đã táo bạo giải quyết các vấn đề tự do tình dục và chính trị trong nghệ thuật.
Trong những năm 1980, Jung được truyền cảm hứng từ nhiều chuyến đi khắp châu Âu. Ông đã vẽ một loạt các bức tranh phong cảnh lộng lẫy. Ông mất vì bệnh hen suyễn vào năm 1998.
Sau khi Jung mất, các triển lãm về tác phẩm của nghệ sĩ đã được tổ chức tại Bảo tàng quốc gia Warsaw (1999), Học viện Mỹ thuật Warsaw (2016), Bibliothèque Polonaise ở Paris (2017) và Bảo tàng Schwules ở Berlin (2019).